# Von Brücken
von Brücken war eine deutsche Indie-Pop-Band, die 2015 von Nicholas Müller, dem Sänger der Band Jupiter Jones, und dem Pianisten und Keyboarder Tobias Schmitz in Münster gegründet worden war.

## Geschichte
Die Band von Brücken wurde 2015 von Nicholas Müller und Tobias Schmitz gegründet. Müller hatte im Jahr zuvor die Band Jupiter Jones verlassen und ein Sabbatjahr eingelegt, da er unter Angststörungen litt. Tobias Schmitz ist ein langjähriger Freund von Nicholas Müller und war vor Bandgründung Studio- und Live-Keyboarder bei Jupiter Jones. Schmitz ist Popmusikdesign-Absolvent der Popakademie Baden-Württemberg.
von Brücken gaben am 23. Juli 2015 das erste Konzert vor einer geschlossenen Gesellschaft. Am 25. September 2015 gab die Band im Rahmen des Reeperbahn Festivals ihr erstes offizielles Konzert im Hamburger Musikclub Uebel & Gefährlich. Die erste Headliner-Show folgte am 26. November 2015, einen Monat nach Veröffentlichung des ersten Albums, in der Kölner Kulturkirche. Beide Konzerte wurden für die WDR-Sendung Rockpalast aufgezeichnet.
Das Studioalbum Weit weg von fertig (2015) wurde auf dem Eifeler Bauernhof M.A.R.S., Heim- und Wirkstätte von Thomas D (Die Fantastischen Vier), aufgenommen und von Bertil Mark produziert. Thomas D ist im Lied Ist gut, Mensch als Gastmusiker zu hören. Das Album stieg auf Platz 12 in die deutschen Albumcharts ein. Im Februar 2016 präsentierten von Brücken es live auf der Fertig-von-weit-weg-Tour.
Auf Lesungen zu seinem Buch Ich bin mal eben wieder tot kündigte Nicholas Müller für 2018 das zweite Album der Band an, welches jedoch bis zur Auflösung der Band am 18. November 2019 nicht veröffentlicht wurde.

## Diskografie
Album
- 2015: Weit weg von fertig

Singles
- 2015: Gold gegen Blei
- 2015: Lady Angst[9]